# Saison 4 de Sex Education
 (mars 2025).
Si vous disposez d'ouvrages ou d'articles de référence ou si vous connaissez des sites web de qualité traitant du thème abordé ici, merci de compléter l'article en donnant les références utiles à sa vérifiabilité et en les liant à la section « Notes et références ».
Chronologie
Saison 3
La quatrième saison de Sex Education, série télévisée britannique créée par Laurie Nunn, est constituée de huit épisodes, mis en ligne à partir du 21 septembre 2023 sur Netflix.

## Synopsis de la saison
Avec la fermeture de Moordale, Otis, Eric et plusieurs anciens camarades font leur dernière année au Cavendish College, un lycée très progressiste.

## Distribution

### Acteurs principaux
- Asa Butterfield (VF : Adrien Larmande) : Otis Milburn
- Gillian Anderson (VF : Danièle Douet) : Jean Milburn, mère d'Otis, sexologue
- Ncuti Gatwa (VF : Jonathan Gimbord) : Eric Effiong, le meilleur ami d'Otis
- Emma Mackey (VF : Pamela Ravassard) : Maeve Wiley
- Connor Swindells (VF : Martin Faliu) : Adam Groff
- Kedar Williams-Stirling (VF : Hervé Grull) : Jackson Marchetti
- Alistair Petrie (VF : Bernard Bollet) : Michael Groff
- Mimi Keene (VF : Valérie Bescht) : Ruby Matthews
- Aimee Lou Wood (VF : Audrey Sablé) : Aimee Gibbs
- Chinenye Ezeudu (VF : Corinne Wellong) : Vivienne « Viv » Odesanya
- George Robinson : Isaac
- Dua Saleh (VF : Alice Orsat) : Cal
- Anthony Lexa (VF : Camille de la Poeze) : Abbi
- Thaddea Graham (VF : Geneviève Doang) : Sarah Owens / O
- Alexandra James (VF : Déborah Claude) : Aisha Green
- Felix Mufti (VF : Yoann Sover) : Roman

### Invités
- Jim Howick (VF : Christophe Lemoine) : Colin Hendricks, le professeur de sciences naturelles
- Samantha Spiro (VF : Dominique Lelong) : Maureen Groff
- Doreene Blackstock (VF : Christiane Brouta) : Mme Effiong
- Edward Bluemel (en) (VF : Anatole de Bodinat) : Sean Wiley
- Daniel Ings (VF : Stéphane Otero) : Dan
- Indra Ové (VF : Laurence Dourlens) : Anna
- Rakhee Thakrar (VF : Marie Giraudon) : Emily Sands
- David Layde : Roland Matthews, le père de Ruby
- Reda Elazouar : Beau
- Lisa McGrillis (VF : Juliette Poissonnier) : Joanna Franklin
- Anna Francolini : Gloria
- Shak Benjamin : Adedayo
- Hannah Gadsby (VF : Myrtille Bakouche) : Celia
- Bella Maclean (VF : Camille Béchon) : Jem
- Jack Gleeson (VF : Clément Corinthe) : Moe le Barjo
- Dan Levy (VF : Jéremy Bardeau) : M. Molloy
- Jodie Turner-Smith : une sans domicile fixe

## Liste des épisodes
1. Épisode 1
2. Épisode 2
3. Épisode 3
4. Épisode 4
5. Épisode 5
6. Épisode 6
7. Épisode 7
8. Épisode 8

### Épisode 1:Épisode 1
- : 21 septembre 2023 sur Netflix

### Épisode 2:Épisode 2
- : 21 septembre 2023 sur Netflix

### Épisode 3:Épisode 3
- : 21 septembre 2023 sur Netflix

### Épisode 4:Épisode 4
- : 21 septembre 2023 sur Netflix

### Épisode 5:Épisode 5
- : 21 septembre 2023 sur Netflix

### Épisode 6:Épisode 6
- : 21 septembre 2023 sur Netflix

### Épisode 7:Épisode 7
- : 21 septembre 2023 sur Netflix

### Épisode 8:Épisode 8
- : 21 septembre 2023 sur Netflix